# Kangping, Yunnan
Kangping Zhen (kinesiska: 康平, 康平镇) är en köping i Kina. Den ligger i provinsen Yunnan, i den sydvästra delen av landet, omkring 300 kilometer sydväst om provinshuvudstaden Kunming.
Genomsnittlig årsnederbörd är 2 161 millimeter. Den regnigaste månaden är juli, med i genomsnitt 561 mm nederbörd, och den torraste är februari, med 28 mm nederbörd.